# José de Madrazo y Agudo
José de Madrazo y Agudo (Santander, 22 d'abril de 1781 - Madrid, 8 de maig de 1859), fou un pintor i gravador espanyol, tant barroc com neoclàssic. Pare de Federico, Luis i Pedro Madrazo y Kuntz, avi de Raimundo de Madrazo i besavi de Marià Fortuny i Madrazo.

## Biografia
Va néixer a Santander el 22 d'abril de 1781 una família d'hidalgos amb pocs recursos econòmics. Els seus pares van ser Tomás de Madrazo y Abascal, natural d'Arredondo, i Andrea Ventura de Agudo y Hondal, de Santander, ambdós de Cantàbria i de llinatges del territori.
Va estudiar amb Gregorio Ferro, que li ensenyà l'estil i la tècnica de la pintura d'Anton Raphael Mengs, a la Reial Acadèmia de Belles Arts de San Fernando. A partir de 1803, va estudiar a París, amb Jacques-Louis David, on es va formar com a veritable pintor neoclàssic. Hi entaulà amistat amb Ingres. Sota el govern de Josep Bonaparte va estar becat a Roma.

### Etapa a Roma
L'any 1806, Madrazo, convençut pel seu mestre David, que l'animava a estudiar les obres clàssiques al natural, va traslladar-se amb el seu amic Ingres, també alumne de David, a Roma, on va completar la seva formació.
A Roma va tenir un discret èxit amb La mort de Viriat, que va pintar en els anys en què estudiava a l'Acadèmia de Sant Lluc.
Durant el període de la conquesta francesa d'Espanya, Madrazo, que es trobava a l'estranger, va ser un dels primers opositors al govern de Josep Bonaparte, i a conseqüència d'això, juntament amb altres artistes espanyols a Roma va ser fet presoner pels francesos al Castell Sant'Angelo i després a l'ambaixada espanyola. Allí va conèixer els reis espanyols, Carles IV i Maria Lluïsa de Borbó-Parma que Napoleó havia exiliat.
El 2 de setembre de 1809 es va casar a Roma amb Isabel Kuntz i Valentini, filla del pintor silesi Tadeusz Kunst.
L'any 1813 va ser nomenat pintor de cambra de Carles IV, i després Acadèmic de Mèrit de l'Acadèmia de Sant Lluc. En els anys romans, Madrazo es va dedicar sobretot a pintar retrats. Va fer moltes obres que representen artistes i nobles de la societat romana que freqüentava sobretot, d'Antonio Canova i Vincenzo Camuccini.
L'any 1815, les tropes del lloctinent Joachim Murat, rei de Nàpols durant l'Imperi Napoleònic, van entrar a Roma, i envair els estats Pontificis, en un intent desesperat, després de la caiguda de Napoleó, d'unificar Itàlia sota el seu control. Això va impulsar als reis espanyols a abandonar el seu exili romà, el que va fer perdre a José Madrazo el seu títol honorífic.

### Retorn a Espanya
Va obtenir un gran poder dintre dels cercles artístics amb l'arribada al poder de Ferran VII a la caiguda de Napoleó.
L'any 1818 va tornar a Madrid amb els quadres de la col·lecció del pare del rei Ferran VII. A Madrid va reorganitzar el Museu del Prado. Es va ocupar de la catalogació de les Col·leccions Reials de pintura, que el rei pretenia col·locar al nou Museu del Prado. Va crear per al museu un catàleg amb litografies de les pintures principals de la col·lecció. Va ser un dels pioners de la litografia, i el primer que va introduir aquesta tècnica a Espanya.
El 1823 va ser nomenat Director de l'Acadèmia de Belles Arts de San Fernando i després, el 1838 del Museu del Prado. Deixà el seu lloc de director del museu el 1857.
Va ser el primer d'una llarga dinastia d'artistes. Pintors van ser els seus fills Federico, Luis i Juan, així com els seus nets Raimundo Madrazo i Ricardo Madrazo.

## Obra

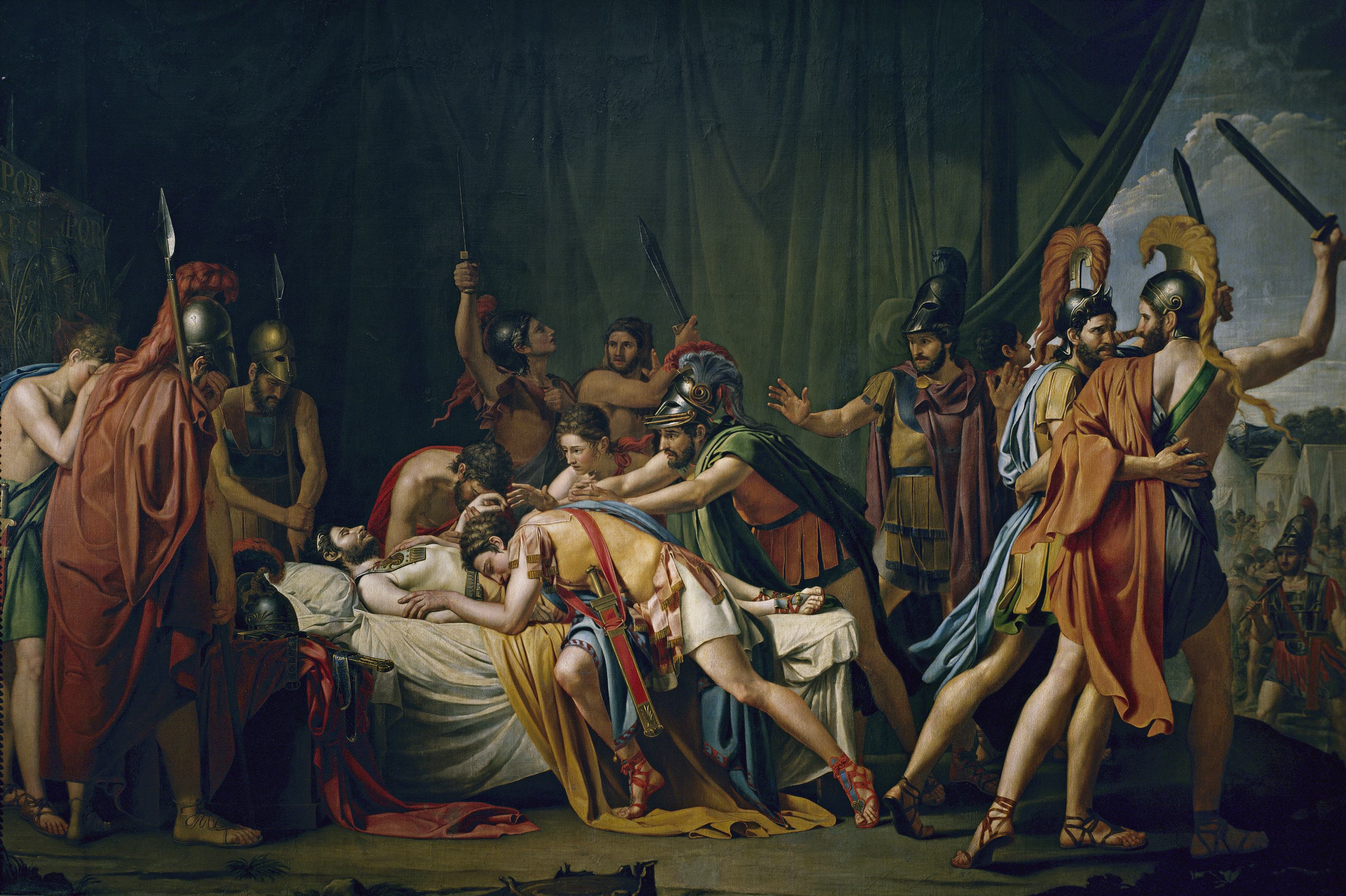
Mort de Viriat.

Va pintar quadres de temes religiosos i històrics. Va començar, al costat de José Aparicio, el corrent pictòric històrico-patriòtic, un corrent artístic neoclàssic, amb temes patriòtics.
S'emmarca en un estil classicista pur, caracteritzat per una extrema teatralitat i per la temàtica històrica d'exaltació patriòtica, seguint el model de David. Ramírez Domínguez el qualifica d'«afectat i fred, amb exageracions grandiloqüents i patrioteres»:
- Jesús davant el Summe Sacerdot (1805).
- La mort de Viriat (1814, Museu del Prado), és un dels quadres més representatius del neoclassicisme espanyol.[3]
- La mort de Lucrècia.

Quan abandona la pintura històrica i es dedica al retrat, revela tendències romàntiques: Carles IV, Isabel II, Comte de Requena.